# 1927-es magyar birkózóbajnokság
Az 1927-es magyar birkózóbajnokság a huszonegyedik magyar bajnokság volt. A bajnokságot április 30. és május 1. között rendezték meg Budapesten, a régi képviselőházban.

## Eredmények
| Versenyszám   | Arany                      | Arany | Ezüst                              | Ezüst | Bronz                      | Bronz |
| ------------- | -------------------------- | ----- | ---------------------------------- | ----- | -------------------------- | ----- |
| Légsúly       | Magyar Armand Budapesti AK |       | Fekete Konrád MTK                  |       | Skerlecz Gyula Munkás TE   |       |
| Pehelysúly    | Ambrus Pál MAC             |       | Molnár László Törekvés SE          |       | Kárpáti Károly Újpesti TE  |       |
| Könnyűsúly    | Matura Mihály Munkás TE    |       | Popovits Milutin Temesvári Kinizsi |       | Csaplár Péter Zombori SC   |       |
| Kisközépsúly  | Papp László MAC            |       | Tunyogi József Ferencvárosi TC     |       | Györgyei Ferenc Újpesti TE |       |
| Nagyközépsúly | Szalay Imre Munkás TE      |       | Ferenczy Rudolf MÁV Gépgyári SK    |       | Nagy Lajos Ceglédi MOVE    |       |
| Nehézsúly     | Szelky Ottó Vasas SC       |       | Janó Károly MAC                    |       | Adorján László MAC         |       |